# St. Pantaleon (Autriche)
Pour les articles homonymes, voir Sankt Pantaleon.
St. Pantaleon est une commune autrichienne du district de Braunau en Haute-Autriche.
Villes et villages voisins : Bürmoos, Haigermoos et St. Georgen.